# 조화 객관 환원 이론
조화 객관 환원 이론(Orchestrated objective reduction, Orch OR)은 의식이 뉴런 사이의 연결의 산물이라는 기존의 견해가 아니라 뉴런 내부의 양자 수준(quantumlevel)에서 발생한다고 가정하는 이론이다. 이 메커니즘은 미세소관에 의해 조정되는 객관적 붕괴 이론이라는 양자 과정으로 간주된다. 이 이론은 의식의 어려운 문제(hard problem of consciousness)에 대한 해답을 제시하고 자유 의지에 대한 메커니즘을 제공할 수 있다. 이 가설은 1990년대 초 노벨 물리학상 수상자인 로저 펜로즈와 마취과 의사이자 심리학자인 스튜어트 해머로프Stuart Hameroff에 의해 처음 제시되었다. 이 가설은 분자 생물학, 신경 과학, 약리학, 철학, 양자 정보 이론(Quantum information) 및 양자 중력의 접근 방식을 결합한다.
주류 이론은 대뇌 뉴런이 수행하는 계산(computation)들의 복잡성이 증가함에 따라 의식이 나타난다고 주장하지만, 조화 객관 환원 이론은 의식이 세포 미세소관에서 집합적으로 형성된 큐비트에 의해 수행되는 계산 불가능한 양자 처리에 기반한다고 가정한다. 큐비트는 미세소관의 격자 전체에 걸쳐 나선형 경로에서 중첩된 공명 고리를 형성하는 진동 쌍극자를 기반으로 한다. 진동은 런던 힘으로부터의 전하 분리로 인해 전기적이거나 전자 스핀(electron spin)으로 인해 자기적이며 기가헤르츠, 메가헤르츠, 킬로헤르츠 주파수 범위에서 발생하는 핵 스핀(더 오랜 기간 동안 격리 상태로 유지될 수 있음)으로 인해 발생할 수도 있다. 조화(Orchestration, 오케스트레이션)는 미세소관 관련 단백질(microtubule-associated protein)(MAP)들과 같은 결합 단백질이 중첩된 상태의 시공간 분리를 수정하여 큐비트 상태 감소에 영향을 미치거나 조화시키는(오케스트레이션하는) 가상 프로세스를 나타낸다. 후자는 양자 역학을 해석하기 위한 펜로즈의 객관적 붕괴 이론|Penrose's objective-collapse theory)을 기반으로 하며, 이는 우주의 미세 구조에서 이러한 상태의 시공간 곡률의 차이와 관련하여 양자 상태의 붕괴를 통제하는 객관적인 임계값의 존재를 가정한다.
조화 객관 환원은 처음부터 수학자들, 철학자들, 그리고 과학자들에 의해 비판을 받아왔다. 비판은 세 가지 문제에 집중되었다: 괴델 정리에 대한 펜로즈의 해석; 계산 불가능성을 양자 사건들과 연결하는 펜로즈의 귀추법; 그리고 뇌가 이론에 필요한 양자 현상을 수용하기에 부적합하다는 것, 왜냐하면 뇌는 너무 "따뜻하고 습하고 또한 시끄럽기" 때문에 결어긋남을 피하기 어렵다고 간주되기 때문이다.

## 배경

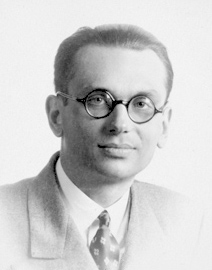
논리학자 쿠르트 괴델

1931년에 수학자이자 논리학자인 괴델은 기본 산술을 증명할 수 있는 효과적으로 생성된](effectively generated) 이론은 일관되고 완전할 수 없음을 증명했다. 다시 말해, 수학적으로 건전한 이론은 스스로를 증명할 수단이 부족하다. 인간이 기계와 동일한 한계에 종속된다는 것을 보여주기 위해 유사한 진술이 사용되었다. 그러나 의식에 관한 첫 번째 책인《황제의 새마음(The Emperor's New Mind)》(1989)에서 펜로즈는 괴델이 증명할 수 없는 결과는 인간 수학자에 의해 증명될 수 있다고 주장했다. 그는 이 차이를 인간 수학자들이 형식 증명 시스템으로 기술할 수 없고 따라서 계산할 수 없는 알고리즘을 실행하고 있음을 의미한다고 생각한다.
맞다면 펜로즈-루카스 논증(Penrose–Lucas argument)은 계산 불가능한 행동의 물리적 기반에 대한 질문을 남겨둔다. 대부분의 물리 법칙은 계산 가능하므로 알고리즘적이다. 그러나 펜로즈는 파동 함수 붕괴가 계산 불가능한 과정의 주요 후보라고 결정했다. 양자 역학에서 입자는 고전 역학의 대상과 다르게 취급된다. 입자는 슈뢰딩거 방정식에 따라 진화하는 파동 함수로 설명된다. 비정상 파동 함수는 시스템의 고유상태(eigensta)들의 선형 결합으로, 중첩 원리로 설명되는 현상이다. 양자 시스템이 고전 시스템과 상호 작용할 때(즉, 관찰 대상이 측정될 때) 시스템은 고전적 관점에서 관찰 대상의 임의 고유 상태로 붕괴되는 것처럼 보인다.
만일 붕괴가 정말로 무작위적이라면, 어떤 프로세스나 알고리즘도 그 결과를 결정적으로 예측할 수 없다. 이것은 펜로즈에게 그가 뇌에 존재한다고 가정한 계산 불가능한 과정의 물리적 기초에 대한 후보를 제공했다. 그러나 그는 무작위성이 수학적 이해를 위한 유망한 기초가 아니었기 때문에 환경적으로 유도된 붕괴의 무작위적인 특성을 싫어했다. 펜로즈는 고립된 시스템이 여전히 새로운 형태의 파동 함수 붕괴를 겪을 수 있다고 제안했으며 이를 객관적 환원(OR)이라고 불렀다.
펜로즈는 시공간의 가능한 구조에 대한 자신의 아이디어를 사용하여 일반 상대성 이론과 양 자 이론의 조화를 추구했다. 그는 플랑크 척도에서 곡선 시공간은 연속적이지 않고 이산적이라고 제안했다. 그는 더 나아가 각각의 분리된 양자 중첩이 시공간 곡률인 조각인 시공간의 물집을 가지고 있다고 가정했다. 펜로즈는 중력이 {\displaystyle 10^{-35}{\text{m}}}의 플랑크 규모 이상에서 불안정해지는 이러한 시공간 물집들에 어떤 힘을 가하고 또한 가능한 상태 중 하나로 붕괴된다고 제안한다.. OR에 대한 대략적인 임계값은 펜로즈의 불확정성 원리에 의해 제공된다:
{\displaystyle \tau \approx \hbar /E_{G}}
이때 기호는 다음과 같다.
- {\displaystyle \tau }는 OR이 발생할 때까지의 시간이고,
- {\displaystyle E_{G}}는 중력 자체에너지 또는 중첩된 질량에 의해 주어진 시공간 분리 정도이고,
- {\displaystyle \hbar } 는 감소된 플랑크 상수이다.

따라서 물체의 질량-에너지가 클수록 OR은 더 빨리 진행되고 그 반대도 마찬가지이다. 중간보기적 물체들은 신경 처리와 관련된 시간 척도로 붕괴할 수 있다. 
펜로즈 이론의 본질적인 특징은 객관적 감소가 발생할 때 상태의 선택이 무작위로 선택되지도 않고(파동 함수 붕괴 이후 선택처럼) 알고리즘적으로도 선택되지 않는다는 것이다. 오히려 상태는 시공간 기하학의 플랑크 척도에 포함된 "계산할 수 없는" 영향에 의해 선택된다. 펜로즈는 그러한 정보가 순수한 수학적 진리를 나타내는 플라톤주의라고 주장했으며, 이는 물리적, 정신적, 플라토닉한 수학적 세계의 세 가지 세계에 대한 펜로즈의 아이디어와 관련이 있다. 《마음의 그림자(Shadows of the Mind)》(1994)에서 펜로즈는 이 플라톤적 세계가 미학적, 윤리적 가치도 포함할 수 있다고 간략하게 지적했지만, 그는 이 추가 가설에 전념하지 않았다.
펜로즈-루카스 주장은 수학자, 컴퓨터 과학자, 철학자, 그리고 이에 대한 전문가들 사이의 합의에 의해 비판을 받았다. 필드는 주장이 실패한다는 것이다. 다른 저자가 주장의 다른 측면을 공격한다. 민스키는 인간이 거짓 아이디어를 사실로 믿을 수 있기 때문에 인간의 수학적 이해가 일관될 필요가 없으며 의식이 쉽게 결정론적 기반을 가질 수 있다고 주장했다. 페퍼만Feferman은 수학자들은 증명을 통한 기계론적 탐색이 아니라 시행착오 추론, 통찰력 및 영감에 의해 발전하며 기계는 이러한 접근 방식을 인간과 공유하지 않는다고 주장했다.

## 조화 객관 환원 이론
펜로즈는 《황제의 새마음(The Emperor's New Mind)》에서 조화 객관 환원 이론의 전신을 수학적 관점, 특히 괴델의 정리에서 설명했지만 양자 프로세스가 뇌에서 구현될 수 있는 방법에 대한 자세한 제안이 부족했다. 스튜어트 해메로프Stuart Hameroff는 암 연구와 마취 분야에서 따로 일하면서 뇌 과정에 관심을 갖게 되었다. 해머로프는 펜로즈의 책을 읽고 뉴런 내의 미세소관이 양자 처리 및 궁극적으로 의식에 적합한 후보 부위라고 제안했다. 1990년대 내내 두 사람은 펜로즈가 《마음의 그림자(Shadows of the Mind)》(1994)에서 발표한 조화 객관 환원 이론 이론에 대해 협력했다.
이론에 대한 해머로프의 기여는 신경 세포골격, 특히 미세소관에 대한 그의 연구에서 파생되었다. 신경과학이 발전함에 따라 세포골격과 미세소관의 역할이 더욱 중요해졌다. 구조적 지원을 제공하는 것 외에도 미세소관 기능에는 축삭돌기 수송(axoplasmic transport) 및 세포의 움직임, 성장 및 모양 제어가 포함된다.
조화 객관 환원 이론은 펜로즈-루카스 인수와 미세소관의 양자 처리에 대한 해머로프의 가설을 결합한다. 뇌의 응축물이 객관적인 파동 함수 감소를 겪을 때 응축물의 붕괴는 비계산적 의사 결정을 시공간의 기본 기하학에 내재된 경험과 연결한다고 제안한다. 이 이론은 또한 미세소관이 뉴런 사이의 시냅스에서 기존의 활동에 영향을 미치고 영향을 받는다고 제안한다.

### 미세소관 계산

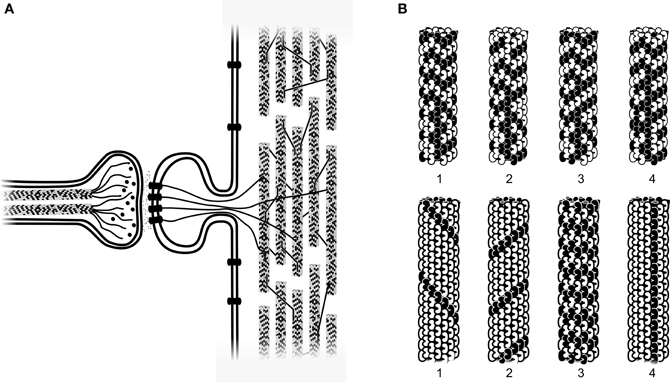
A: 축삭말단은 시냅스를 통해 신경 전달 물질을 방출하고 뉴런의 가지돌기 척추내의 미세소관에 의해 수신된다.
B: 시뮬레이션된 미세소관 튜불린 스위치 상태.

해머로프는 미세소관이 양자 처리에 적합한 후보라고 제안했다. 미세소관은 튜불린 단백질 소단위체로 구성된다. 미세소관의 튜불린 단백질 이합체(dimer)들은 비편재화된 π 전자들을 포함할 수 있는 소수성 주머니들을 가지고 있다. 튜불린은 다른 더 작은 비극성 영역, 예를 들어 튜불린당 8개의 트립토판을 가지며, 대략 2nm의 간격으로 튜불린 전체에 분포된 π 전자가 풍부한 인돌 고리를 포함한다. 해머로프는 이것이 튜불린 π 전자가 양자 얽힘이 되기에 충분히 가깝다고 주장한다. 얽힘 동안 입자 상태는 불가분의 상관 관계가 된다. 해머로프는 원래 비주류《우주론 저널(Journal of Cosmology)》에서 튜불린-소단위체 전자가 보스-아인슈타인 응축물을 형성할 것이라고 제안했다. 그런 다음 그는 쌍극자 분자의 가상의 일관된 진동인 프뢸리히 응축물(Frohlich condensate)을 제안했다. 그러나 이 역시 라이머스Reimers의 그룹에 의해 거부되었다. 그 후 해머로프는 라이머스에게 응답했다. "라이머스 등은 미세소관에서 강력하거나 일관된 프뢸리히 응축이 실행 불가능하다는 것을 가장 확실히 보여주지 않았다. 그들이 해밀토니안의 기초로 하는 모델 미세소관은 미세소관 구조가 아니라 진동자의 단순한 선형 체인이다." 해머로프는 이러한 응축수 거동이 나노 크기의 양자 효과를 확대하여 뇌에 대규모 영향을 미칠 것이라고 추론했다.
해머로프는 한 뉴런의 미세소관 응축물이 전기 시냅스의 간극 접합을 통해 다른 뉴런 및 신경아교세포의 미세소관 응축물과 연결될 수 있다고 제안했다. 해머로프는 세포 사이의 간격이 충분히 작아 양자 물체가 세포를 가로질러 터널링할 수 있어 뇌의 넓은 영역을 가로질러 확장될 수 있다고 제안했다. 그는 더 나아가 이 대규모 양자 활동의 작용이 40Hz 감마파, 갭 접합이 감마 진동과 관련되어 있다는 훨씬 덜 논란의 여지가 있는 이론을 기반으로 한다.

### 관련 실험 결과
2022년 4월, 두 가지 관련 실험의 결과가 의식 과학(The Science of Consciousness) 컨퍼런스에서 발표되었다. 해머로프가 참여한 연구에서 앨버타 대학의 잭 투진스키Jack Tuszyński는 마취제가 미세 소관과 튜불린이 갇힌 빛이 지연 발광이라는 과정의 지속 시간을 단축시킨다는 것을 보여주었다. 투진스키는 이 현상이 양자적 기원을 갖고 있다고 의심하고 있으며, 초복사(superradiance)도 한 가지 가능성으로 조사되고 있다. 두 번째 실험에서 프린스턴 대학의 그레고리 D. 스콜스Gregory D. Scholes와 아라트 칼라Aarat Kalra는 튜불린 내의 분자를 여기시키기 위해 레이저를 사용하여 장기간의 여기가 미세소관을 통해 예상보다 더 확산되도록 했으며, 이는 마취 하에서 반복될 때 발생하지 않았다. 그러나 유체가 채워진 세포외 공간에서 길이 스케일의 넓은 범위로 인해 고전적인 확산도 매우 복잡할 수 있기 때문에 확산 결과는 신중하게 해석되어야 한다.

## 마취 작용의 미세소관 양자 진동 이론
고농도(~5 MAC)에서 마취 가스 할로세인은 미세소관의 가역적 해중합을 유발한다.  그러나 인체 마취는 1 MAC에서 수행되기 때문에 이것은 마취 작용의 메커니즘이 될 수 없다. (펜로즈나 하메로프 모두 해중합이 ORCH OR을 위한 작용 메커니즘이라고 주장한 적이 없다는 것을 유의하는 것이 중요하다.) ~1 MAC 할로세인에서 할로세인과 이소플루란에 노출된 후 원피질 뉴런에서 튜불린 단백질 발현의 미미한 변화(~1.3배)가 보고된 것은 튜불린이 전신 마취제와 직접 상호작용한다는 증거가 아니라 튜불린 생산을 조절하는 단백질이 가능한 마취 표적임을 보여주는 것이다. 추가 프로테오믹스 연구에서는 0.5mM [14C]할로세인이 수십 개의 다른 단백질과 함께 튜불린 단량체에 결합하는 것으로 보고되었다. 또한 올챙이들의 안트라센 전신 마취 시 미세소관 안정성의 조절이 보고되었다.
마취제가 미세소관에 어떤 작용을 하여 의식을 잃게 할 수 있을까? 1990년대 중반 스튜어트 해메로프Stuart Hameroff와 로저 펜로즈 경이 제시한 이론은 의식이 뇌 신경세포 내부의 튜불린/미세소관의 양자 진동에 기반한다는 가설을 세웠다. 튜불린의 원자 구조에 대한 컴퓨터 모델링은 마취가스 분자가 비극성 π전자의 아미노산 방향족 고리에 인접하여 결합하고 각 튜불린의 모든 π전자 공명 고리 사이의 집단 양자 쌍극자 진동이 613 THz에서 공통 모드 피크를 갖는 스펙트럼을 보인다는 것을 발견했다. 8가지 마취가스의 시뮬레이션 존재는 613 THz 피크를 없앤 반면, 2가지 비마취가스의 존재는 613 THz 피크에 영향을 미치지 않았으며, 이로부터 미세소관의 613 THz 피크가 의식 및 마취 작용과 관련이 있을 수 있다고 추측했다.
'마취 작용에 대한 '미세소관 양자 진동 이론'은 Orch OR의 전제의 결정적 결함들과 이론을 뒷받침하는 데 사용 된 데이터의 위조로 인해 논란이 되고 있다.

## 비판
조화 객관 환원 이론은 물리학자들와 신경과학자들에 의해 뇌 생리학의 열악한 모델로 비판을 받았다. 조화 객관 환원 이론은 또한 설명력(explanatory power)이 부족하다는 비판을 받았다; 철학자 퍼트리샤 처칠랜드)는 "시냅스내의 픽시 먼지는 미세소관의 양자 결맞음만큼 설명적으로 강력하다"고 썼다.
데이비드 차머스는 양자 의식에 반대한다. 그는 대신 양자역학이 이원론적 의식과 어떻게 관련될 수 있는지에 대해 논의한다. 차머스는 새로운 물리학이 의식의 어려운 문제(hard problem of consciousness)를 해결할 수 있다는 데 회의적이다. 그는 양자 의식 이론이 기존의 이론과 동일한 약점을 가지고 있다고 주장한다. 그는 뇌의 특정 거시적 물리적 특징이 의식을 일으켜야 할 특별한 이유가 없다고 주장하는 것처럼, 뇌의 전자기장과 같은 특정 양자 특징이 의식을 일으켜야 할 특별한 이유도 없다고 생각한다.

### 살아있는 유기체의 결맞음
2000년 맥스 테그마크는 뇌의 모든 양자 결맞음 시스템이 신경 과정에 영향을 미치기 훨씬 전에 환경적 상호작용으로 인해 효과적인 파동 함수 붕괴를 겪을 것이라고 주장했다(나중에 알려진 대로, "따뜻하고 습하고 시끄러운" 주장) 그는 뇌 온도에서 미세소관 얽힘의 결어긋남 타임스케일이 펨토(10-15}초 단위로 신경 처리에 너무 짧다고 결정했다. 크리스토프 코흐Christof Koch와 클라우스 헵Klaus Hepp도 양자 결맞음이 신경 생리학에서 중요한 역할을 하지 않거나 할 필요가 없다는 데 동의했다. 코흐와 헵은 "전기적 또는 화학적 시냅스로 연결된 뉴런에서 천천히 결맞고 제어 가능한 양자 비트의 실증적 증명 또는 뇌가 수행하는 계산을 위한 효율적인 양자 알고리즘의 발견은 이러한 추측을 ' 멀리'에서 단순한 '거의 없을 것'으로"예측했다.
테그마크의 주장에 대한 응답으로 헤이건, 투지스키 및 해머로프는 테그마크가 조화 객관 환원 이론 모델을 다루지 않고 대신 자신이 만든 모델을 언급했다고 주장했다. 이것은 조화 객관 환원 이론에 대해 규정된 훨씬 작은 분리보다는 24nm로 분리된 양자의 중첩을 포함했다. 그 결과, 해머로프의 그룹은 테그마크보다 700배 더 큰 결어긋남 시간을 주장했지만 여전히 25ms보다 훨씬 낮다. 해머로프의 그룹은 또한 반대 이온의 디바이(Debye) 층이 열 변동을 차단할 수 있고 주변의 액틴 겔이 물의 정렬을 향상시켜 소음을 더 차단할 수 있다고 제안했다. 그들은 또한 일관성 없는 대사에너지가 물을 더 주문할 수 있고, 마지막으로 미세소관 격자의 구성이 양자 결맞음에 저항하는 수단인 양자 오류 수정에 적합할 수 있다고 제안했다.
2009년에 라이머스 등과 맥케미쉬McKemmish 등은 비판적 평가를 발표했다. 이전 버전의 이론에서는 보스-아인슈타인 또는 프뢸리히 응축물을 형성하기 위해 튜불린-전자가 필요했으며, 라이머스 그룹은 그러한 일이 발생할 수 있다는 경험적 증거가 부족하다고 지적했다. 또한 그들은 맥케미쉬 등에서 미세소관이 약한 일관성을 가지는 8MHz만 지원할 수 있다고 계산했다. 방향족 분자들은 비편재화되어 있기 때문에 상태를 전환할 수 없다고 주장했다. GTP 전환에 의해 유도된 튜불린 단백질 형태의 변화는 엄청난에너지 요구량을 초래할 것이다.
2022년, 이탈리아 물리학자들 한 그룹은 중력과 관련된 양자 붕괴 모델을 뒷받침하는 증거를 제시하지 못한 여러 실험들을 수행하여 의식에 대한 양자 설명의 가능성을 약화시켰다.

### 신경 과학
해머로프는 자주 다음과 같이 썼다: "전형적인 뇌 뉴런에는 대략 107개의 튜불린이 있다(Yu and Baas, 1994)", 그러나 이것은 유Yu와 바스Baas의 말이 아닌 해머로프 자신의 말이다. 해머로프는 분명히 유와 바스가 실제로 "축삭 분화를 겪은 세포로부터 56 μm 축삭의 미세소관(MT) 어레이를 재구성"했으며 이 재구성된 축삭은 "1430 MT를 포함하고 ... 총 MT의 길이는 5750μm였다"는 내용으로 오해했다. 직접 계산에 따르면 107 튜불린(정확하게는 9.3×106 튜불린)이 56μm 축삭 내부의 5750μm 길이의 MT에 해당한다.
해머로프의 1998년 가설은 피질 가지돌기가 주로 'A' 격자 미세소관을 포함할 것을 요구했지만, 1994년 키카와Kikkawa 등이 모든 생체내 미세소관에는 'B' 격자와 이음매가 있음을 보여주었다.
조화 객관 환원 이론은 또한 뉴런과 신경교 세포 사이의 간극 접합을 필요로 했지만, 빈묄러Binmöller 등에 의해 1992년에 성인의 뇌에는 존재하지 않는다는 것이 증명되었다. 1차 신경 세포 배양을 이용한 시험관 내 연구는 미성숙 신경 세포와 제왕 절개를 통해 조기에 추출한 쥐 배아에서 얻은 성상교세포 사이의 전기장성(간극 접합) 커플링에 대한 증거를 보여준다. 그러나 조화 객관 환원 이론 주장은 성숙한 뉴런이 성인 뇌의 성상교세포에 전기적으로 결합되어 있다는 것이다. 따라서 조화 객관 환원 이론은 프뢰스Fróes 등에 의해 언급된 뉴런 성숙 과정에서 성상교세포로부터 뉴런의 잘 문서화된 전자기 디커플링과 모순된다. "접합 통신은 신경 발달의 초기 단계에서 신경 세포와 성상 세포 네트워크 사이의 신진 대사 및 전기 긴장 상호 연결을 제공할 수 있으며 이러한 상호 작용은 분화가 진행됨에 따라 약화된다."
시냅스 전 축삭 말단에서 신경전달물질의 확률론적 방출에 대한 설명 부족이 피질 뉴런당 튜불린 이량체 계산된 수의 오류를 포함한다는 다른 생물학 기반 비판이 나왔다.
2014년에 펜로즈와 해머로프는 핵심 가설을 유지하면서 이론의 주변적 가정에 대한 일부 비판과 수정에 대한 답변을 발표했다.

## 같이 보기
- 코펜하겐 해석
- 의식의 전자기 이론(electromagnetic theories of consciousness)
- 홀로노믹 뇌 이론(holonomic brain theory)
- 여러-마음 해석(many-minds interpretation)
- 펜로즈 해석(Penrose interpretation)
- 《삶의 양자 측면(Quantum Aspects of Life)》
- 양자 마음(quantum mind)
- 양자 인식(quantum cognition)